# Jimmy Eat World (EP)
Jimmy Eat World es un EP de Jimmy Eat World lanzado por Fueled By Ramen Records el 14 de diciembre de 1998. Era algo habitual en los comienzos de la banda editar un EP antes de sacar nuevo álbum. Este EP es un anticipo de lo que fue Clarity en apenas dos meses.
El álbum fue producido por Mark Trombino y Jimmy Eat World.

## Listado de canciones
1. «Lucky Denver Mint»
2. «For Me This Is Heaven»
3. «Your New Aesthetic» (demo)
4. «Softer»
5. «Roller Queen»